# 精進場川
精進場川（しょうじんばがわ）は、長野県北佐久郡軽井沢町を流れる川で、信濃川水系の一級河川。

## 地理
軽井沢町北部の大字軽井沢三笠（軽井沢レクの森の南側）に源を発し、白糸ハイランドウェイ沿いに旧三笠ホテル前を流れ、雲場池などからの河川を合わせ、群馬県道・長野県道43号下仁田軽井沢線沿いに南へ流れ、同町長倉長沢（軽井沢ゴルフカントリー）で矢ケ崎川に合流する。

## 行政指定
指定内容は、以下のとおり。
- 河川指定:一級河川（1983年指定）
- 流端
  - 上流端:長野県北佐久郡軽井沢町軽井沢10番の12地先の町道橋下流端
  - 下流端:矢ケ崎川への合流点
- 水系指定:一級水系信濃川水系（1983年指定）